# 熊井隧道
熊井隧道（くまいずいどう）は、高知県幡多郡黒潮町の旧中村街道上にある延長95.6mの道路トンネルである。1905年（明治38年）12月開通。土木学会選定の選奨土木遺産に選ばれている。

## 概要
明治時代に建設されたトンネルで、日本において本格的にトンネルでコンクリートが使われる前の時代のもののため、トンネル抗口は煉瓦積み、トンネル内部は側壁が石積みでアーチ部分は煉瓦積みで作られている。このトンネルは明治時代中期、四国の幹線道路計画の支線として整備された須崎～中村間の主要道の一部であり、1905年から1939年までは県道だったが、県道のルート変更によって主要道としての役割を終えた。その後も崩落などの事故もなく使用されている。2014年には保存状態の良い土木建築物として選奨土木遺産に指定され、その旨を示すプレートが窪川方面への抗口に設置された。また、熊井隧道の近くにはトンネルの解説板が設置されている。

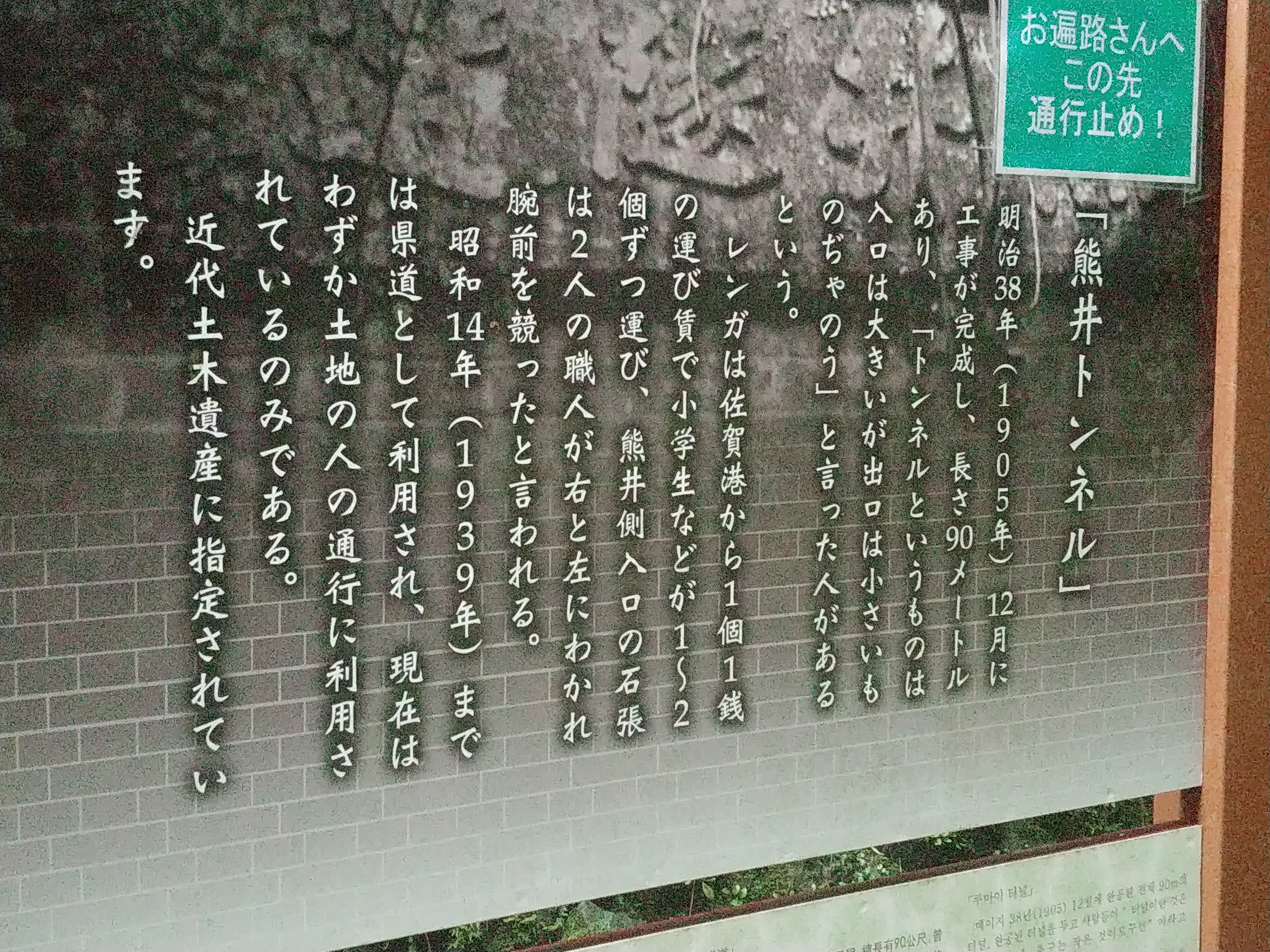
熊井隧道近くの解説板

## 交通
土佐くろしお鉄道（TKT）中村線伊与喜駅より1.2km。
2021年6月現在、中村方面から熊井隧道へのアクセスは自動車専用道路の熊井トンネル建設工事のため通行止めとなっており、窪川方面からのみ徒歩及び車での到達が可能となっている。また、トンネル内は車でも通行可能だが、中村方面への道は熊井隧道から10mほど先で通行止めのため通り抜けできず引き返す必要がある。

## 沿革
- 1885年：四国道路建設計画が立案され翌年着手。
- 1896年：高知県黒潮町佐賀と大方を東西に貫く道路（熊井隧道が含まれる）が整備開始。[4]
- 1905年：熊井隧道開通。
- 1939年：県道から町道へ変更される。[4]
- 2014年：選奨土木遺産に指定される。